# 李珍 (臺灣)
李珍（？－1735年），中國清朝官員。李珍於1732年（雍正10年）接替尹士俍，於台灣擔任台灣府海防補盜同知。品等為正五品的該官職隸屬於台灣府，主管船政治安業務，相當於副知府。
1735年，李珍卒於任。
| 前任： 尹士俍 | 台灣府海防補盜同知 1732年上任 | 繼任： 徐林 |